# Енсон Картер
Енсон Картер (англ. Anson Carter; 6 червня 1974, м. Торонто, Канада) — канадський хокеїст, правий нападник. 
Виступав за Мічиганський університет (NCAA), «Портленд Пайретс» (АХЛ), «Вашингтон Кепіталс», «Бостон Брюїнс», «Юта Гріззліз» (ІХЛ), «Едмонтон Ойлерс», «Нью-Йорк Рейнджерс», «Лос-Анджелес Кінгс», «Ванкувер Канакс», «Колумбус Блю-Джекетс», «Кароліна Гаррікейнс», ХК «Лугано».
В чемпіонатах НХЛ — 674 матчі (202+219), у турнірах Кубка Стенлі — 24 матчі (8+5). У чемпіонатах Швейцарії — 15 матчів (3+5).
У складі національної збірної Канади учасник чемпіонату світу 1997 і 2003 (20 матчів, 6+3). У складі молодіжної збірної Канади учасник чемпіонату світу 1994. 
Досягнення
- Чемпіон світу (1997, 2003)
- Переможець молодіжного чемпіонату світу (1994).